# Fernando Gago
Fernando Rubén Gago (Ciudadela, Buenos Aires, 10 de abril de 1986) es un exfutbolista y entrenador argentino. En su etapa como jugador, se desempeñó en la posición de centrocampista. Actualmente dirige al Necaxa de México.
Como futbolista, surgió de Boca Juniors en 2004 y jugó en Real Madrid, Roma y Valencia. Se retiró en Vélez Sarsfield en 2020. Fue internacional con la selección argentina donde fue subcampeón del Mundial 2014 y subcampeón de las Copas Américas 2007 y 2015.
Debutó como director técnico en Aldosivi de Mar del Plata durante la temporada 2021 disputando 26 partidos. Fue técnico de Racing entre 2021 y 2023 disputando 109 partidos. Ganó dos copas nacionales (Trofeo de Campeones 2022 y Supercopa Internacional 2022) con la «Academia».

## Trayectoria

### Como jugador

#### Boca Juniors
Su técnica entre los jugadores del puesto hizo que pronto ganara la titularidad relegando a Raúl Cascini. A mediados de 2005, con la llegada de Alfio Basile a la dirección técnica, se hizo de la camiseta número 5 de Boca. En la temporada 2005-06 fue uno de los puntales de un equipo que se llevó cinco títulos en igual cantidad de competiciones. 
Más allá de los títulos obtenidos en su primera temporada completa, Gago tenía una deuda pendiente, convertir un gol en primera división. Aquel momento llegó el 1 de octubre de 2006 en un encuentro de local frente a Vélez Sársfield. Lo marcó mediante un fuerte remate al ángulo superior derecho del arco defendido por Gastón Sessa. Fue el primero de los tres goles con los que Boca Juniors remontó un 0:2 y finalizó ganando por 3:2.

#### Real Madrid

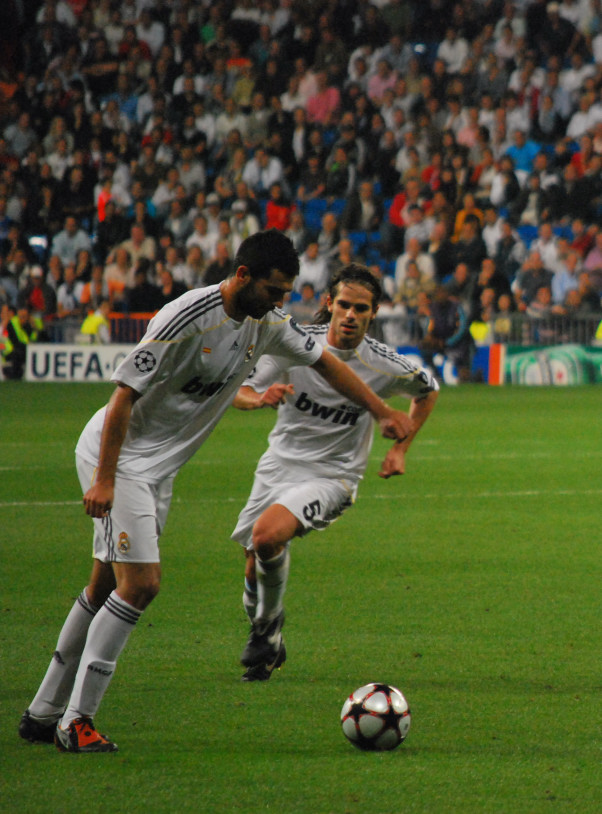
Gago (derecha) junto a Raúl Albiol en un partido contra Olympique de Marsella en 2009

El 15 de noviembre de 2006, el entonces presidente del Real Madrid, Ramón Calderón, anunció el fichaje de Gago y el de su compatriota Gonzalo Higuaín que militaba en River Plate. Sin embargo no se había oficializado el fichaje de ninguno ya que había rechazado una oferta por Higuaín valorada en diez millones de euros.
Finalmente el traspaso fue aprobado el 19 de diciembre de 2006, por una cantidad de 27,7 millones de dólares siendo el traspaso más caro en la historia de Boca Juniors y el segundo en la historia del fútbol argentino solo por detrás de su compañero en la selección argentina Sergio Agüero. Su llegada al equipo fue muy importante en su carrera, lo que generó comparaciones con otros argentinos como Fernando Redondo y Jorge Valdano.
Su debut en la Liga Española se produjo en el cotejo ante el Deportivo La Coruña disputado el 7 de enero de 2007. El encuentro finalizó en una derrota 2:0 y Gago fue sustituido por Ronaldo en el minuto 57. Una semana después, en el partido contra el Real Zaragoza, su rendimiento mejoró, jugó alternándose en defensa y en ataque, en un partido que terminó 1:0 con gol de Ruud van Nistelrooy. En la temporada 2007-08, Gago cambió su dorsal del 16 al 8. Logró mantener su titularidad por sobre Mahamadou Diarra y fue figura clave para que el club ganara su segundo título de liga consecutivo. Tras la temporada varios clubes se mostraron interesados por ficharlo, pero el Real Madrid rechazó las ofertas porque Gago era titular indiscutible del equipo.
Al comienzo de la temporada 2008-09, Gago solo jugó dos partidos. El 17 de septiembre de 2008, al minuto 35 de un encuentro por la Liga de Campeones de la UEFA ante el BATE Borisov, sufrió un desgarro en el músculo bíceps femoral izquierdo que lo alejó de las canchas un mes. Ya recuperado, el 27 de octubre jugó de titular ante el Athletic Club. El Real Madrid ganó 3:2 y Gago fue elogiado por su rendimiento en el centro del campo junto a Wesley Sneijder. Es esta campaña, Gago marcó su primer gol con el Madrid. En un partido contra el Sevilla F. C., Guti ejecutó un tiro libre indirecto que Gago convirtió en gol mediante un cabezazo. El partido finalizó a favor del Sevilla por 4:3.  
La temporada 2009-10 fue irregular para Gago, ya que con Lassana Diarra y Xabi Alonso fue relegado a la suplencia. Manuel Pellegrini fue destituido como entrenador del Real Madrid y José Mourinho lo reemplazó. Sus constantes lesiones y la preferencia de Mourinho por Xabi Alonso, Sami Khedira y, en ocasiones Lassana Diarra, evitaron que tuviera continuidad en la temporada, jugando tan solo un partido como titular. En la pretemporada 2011-12, fue alistado en la lista de cinco jugadores descartados para la campaña, junto con Pedro León, Sergio Canales, Lassana Diarra y Royston Drenthe.

#### A.S. Roma
Gago aterrizó en la Roma en calidad de cedido por un año hasta el 31 de mayo de 2012, con opción a compra a final de temporada. Gago fue titular indiscutido en el mediocampo y marcó su primer gol al Lecce en la temporada 2011. Sin embargo, el 1 de junio de 2012 volvió a ser jugador del Real Madrid tras haber expirado su contrato con la entidad romana y que estos no ejercieran la opción de compra. Un paso aceptable por Italia, para un jugador que hasta hace poco no tenía lugar en su equipo y recuperó el prestigio que tenía antes.

#### Valencia C.F.
El jueves 19 de julio de 2012, Gago llegó por la noche a Valencia para firmar su contrato por 4 años con el club. Fue presentado al día siguiente en Mestalla. En 2013 la prensa publicó un supuesto deseo del jugador de volver a recalar en Boca Juniors, pero el argentino tuvo que aclarar que nunca quiso irse del Valencia.

#### Vélez Sarsfield
En febrero de 2013 se confirma el pase a préstamo por seis meses sin cargo y sin opción de compra a Vélez Sarsfield, equipo recientemente campeón de la Primera División de Argentina.	
El mediocampista se decidió por la vuelta a su país teniendo en cuenta que el director técnico del Valencia, Ernesto Valverde, le comunicó días antes que no sería tenido en cuenta.	
En su presentación, el 1 de febrero, declaró haber elegido a Vélez por la «seriedad con la que viene trabajando hace años. Los resultados están a la vista: es el último campeón.», señaló quien llevara el dorsal número 8.
Debutó el 12 de febrero en un partido por la Copa Libertadores 2013, en el que Vélez Sarsfield perdió 1-0 con el Emelec de Ecuador. En total en este club jugó 8 partidos y anotó 1 gol, de tiro libre, al Deportes Iquique por la Copa Libertadores 2013.

#### Boca Juniors
Luego de que el préstamo de 6 meses con Vélez finalizara el jugador debió volver a Valencia, donde no se entrenaba debido a una licencia por paternidad. Por eso, Boca Juniors comenzó las gestiones para repatriar al volante. Luego de varias idas y vueltas, el 23 de julio, el Valencia aceptó la oferta de Boca de € 1.700.000 por el 50% del pase para, de esta forma, volver al club que lo vio nacer después de 7 años.
El 27 de noviembre de 2013, el futbolista ganaría el Alumni de Oro como mejor deportista del año.
En febrero de 2015 y luego de 8 años, volvió a marcar en La Bombonera frente a Olimpo de penal en un partido que terminó 3-1 a favor de Boca Juniors. Ese mismo año, Boca compra la otra mitad de su pase y le renueva el contrato hasta 2017. El 26 de julio de 2015, mete el único gol del partido que le da la victoria a Boca sobre Belgrano y la suma de 3 puntos importantes para seguir en la cima del campeonato y contra Guaraní Antonio Franco un gol por Copa Argentina. En septiembre de 2015, a los 24 segundos del comienzo del Superclásico ante River Plate, sufre la rotura del tendón de Aquiles. Por la misma, tendrá un tiempo de recuperación de entre 4 y 6 meses. 
Fernando Gago se recuperó de su dura lesión con una buena pretemporada con el club de La Ribera, el 27 de enero de 2016 volvió a jugar con la camiseta de Boca Juniors en un amistoso de verano ante Estudiantes de la Plata que fue derrota por 2-0 y jugó 35 minutos.
En abril de 2016, convierte su primer gol internacional con Boca Juniors contra el Bolívar, por la Copa Libertadores 2016. Sin embargo, las lesiones volverían a aparecer en su carrera. El 24 de abril, al final del primer tiempo del superclásico correspondiente al torneo local, se vuelve a cortar el mismo tendón de Aquiles, por lo que no podrá jugar entre seis y siete meses. Vuelve como titular en el final de la primera mitad del torneo de Primera División, en el encuentro que Boca Juniors disputaría como visitante frente a San Lorenzo. Ese partido Boca vence 2-1, con una actuación magnífica de Gago, que se lo vio completamente recuperado de su lesión. Luego tendría una seguidilla de tres victorias más, ante Racing Club, Colón de Santa Fe y el recordado superclásico en cancha de su acérrimo rival, River Plate, que marcó también la partida de su compañero Carlos Tévez. Finaliza así 2016 como jugador clave del equipo, y en la cima del campeonato. En la antepenúltima fecha anotaría el tercer gol del equipo frente a Aldosivi, en un partido que finalizó 4-0 a favor de Boca. A posteriori, se consagraría campeón del Campeonato de Primera División, siendo además el capitán del equipo luego de la partida de Tévez. 
En 2018, se ratifica su capitanía. No obstante la rotura de ligamentos de la rodilla derecha, en ocasión de jugar para la Selección nacional, limitó en gran medida sus posibilidades de participar, mucho menos de ser titular, por lo que la capitanía pasó a manos de Pablo Pérez. 
El 14 de marzo de 2019 Gago rescindió su contrato de común acuerdo con Boca Juniors y dio por terminada su carrera con el club.

#### Vélez Sarsfield
Luego de rescindir contrato con Boca Juniors, el 18 de junio de 2019 se anunció su llegada a préstamo sin cargo y sin opción, con contrato por productividad al Club Atlético Vélez Sarsfield.
El entrenador Gabriel Heinze le hizo un lugar en el plantel y, de a poco, en el equipo titular, en el que se terminó consolidando a pesar de un par de lesiones que limitaron sus participaciones en partidos. En un partido de liga frente a Aldosivi el 30 de enero de 2020, Gago sufrió nuevamente una rotura de ligamentos. Durante los meses sin fútbol por la pandemia de Covid-19, se recuperó de la lesión, de modo que cuando se reanudó el fútbol en Sudamérica, volvió a jugar. En la segunda fase de la Copa Sudamericana 2020, disputó los partidos de ida y vuelta de Vélez contra Peñarol. También jugó en la Copa Maradona, siendo su último partido contra Gimnasia y Esgrima La Plata en El Bosque. 
El 10 de noviembre de 2020, después de haber disputado un partido contra Huracán, rescinde su contrato con Vélez y se retira del fútbol profesional a la edad de 34 años.

### Como entrenador

#### Aldosivi
En el año 2021 se hace cargo de Aldosivi. Su primer partido en el banco del tiburón sería ante Godoy Cruz por la Copa de la Liga Profesional en la derrota 2 a 1. Su primera victoria como entrenador vendría después de empatar 2 a 2 contra Racing en el Cilindro de Avellaneda, al ganarle 3 a 0 a Arsenal de Sarandí en la fecha 3 en condición de local. En la Copa quedaría en la última posición de su grupo, con un total de 3 victorias, 2 empates y 8 derrotas,  sumando un total de 11 puntos con 15 goles a favor y 21 en contra. En la Liga Profesional completaría únicamente 13 jornadas, debido a que renunció el 27 de septiembre, después de que su equipo perdiera 6 partidos de forma consecutiva.
Completó un total de 26 partidos, de los cuales 7 fueron victorias, 3 empates y 16 derrotas, con 30 goles a favor y 45 en contra.

#### Racing Club

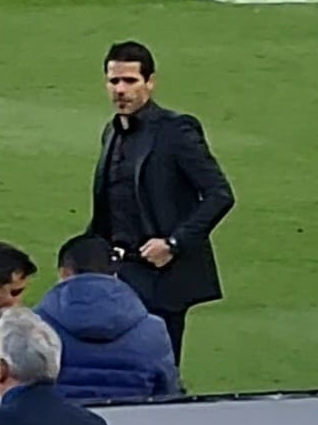
Fernando Gago como director técnico de Racing Club en 2022.

Posteriormente el 21 de octubre del mismo año asume como entrenador de Racing Club. Su debut en el banco de la academia sería en la derrota 2 a 1 frente a Rosario Central. Completaría los partidos restantes de Racing en el torneo con 5 derrotas (contra Rosario Central, Defensa y Justicia, Colón de Santa Fe, River Plate y Huracán) y 3 victorias (frente a Atlético Tucumán, Lanús y Godoy Cruz). Logró clasificar a la Academia a la fase de grupos de la Copa Sudamericana 2022.
En la temporada 2022, teniendo una base sólida en su equipo, lograría incorporar a algunos jugadores de renombre como Edwin Cardona, Facundo Mura, Emiliano Insúa, Jonathan Gómez, Gabriel Hauche, entre otros. Algunas de las bajas más sensibles que sufriría Pintita, serían Lisandro López y Darío Cvitanich, quienes venían siendo los referentes del equipo.
En la Copa de la Liga Profesional, comenzaría a mostrar muy buenos rendimientos, logrando ganar partidos importantes como el clásico de Avellaneda en la fecha 7. Una de las cualidades que se le resaltó a Fernando durante este semestre, es la capacidad de recuperar jugadores que no venían teniendo buenos rendimientos o eran cuestionados en el equipo. Conseguiría generar una racha de partidos invicto y superaría a la del histórico entrenador Juan José Pizzuti (quien dirigió el famoso equipo de José), logrando estar 16 encuentros sin conocer la derrota. Quedaría primero de su grupo con 30 puntos, producto de 8 victorias, 6 empates y ninguna derrota. 
Llegaría hasta la semifinal del torneo, luego de eliminar a Aldosivi, su ex equipo, en una goleada 5 a 0, pero cayendo contra Boca Juniors por penales, en un partido en el que Racing fue superior en muchos aspectos.
Días después, también quedaría afuera de la Copa Sudamericana (al tener los mismos puntos que el puntero Melgar pero menos goles a favor) y de la Copa Argentina (al eliminar a Gimnasia y Tiro en los treintaidosavos de final  y cayendo 2 a 1 ante Agropecuario en dieciseisavos).
En la Liga Profesional trataría de reinvindicarse consiguiendo un total de 50 puntos, quedando a solo 3 del puntero después de una definición del campeonato que perdería ante River Plate y que consagraría a Boca campeón. Sin embargo, este subcampeonato le permitió disputar la semifinal del Trofeo de Campeones ante Tigre (partido que ganaría la Academia por 3 a 2), y clasificar a la Supercopa Internacional en 2023, por estar primero en la tabla anual. También logró la clasificación a la Copa Libertadores 2023.
Ganó dos copas nacionales (Trofeo de Campeones 2022 y Supercopa Internacional 2022) con la «Academia» y en ambas finales venció a Boca por el mismo resultado (2 a 1).
El 30 de septiembre, después de dejar a su equipo en cuartos de final de la Copa Libertadores 2023, tener un desempeño regular en el campeonato argentino y perder un clásico contra Independiente, Gago presentó su renuncia al cargo de la dirección técnica.

#### Chivas
El 20 de diciembre de 2023, fue oficializado como entrenador de las Chivas de Guadalajara.El 10 de octubre de 2024, el club anunció que se ejecutó la cláusula de salida por pedido del argentino para regresar a su país natal.

#### Boca Juniors
El 14 de octubre de 2024, fue presentado como nuevo entrenador del Club Atlético Boca Juniors. Juan Román Riquelme, presidente del club, le pidió a Gago «renovar los aires» del plantel. .
Tuvo su debut oficial el 19 de octubre de 2024, con una dura caída por 3-0 ante Tigre en Victoria. Su segundo compromiso ya lo puso frente a una instancia eliminatoria: los cuartos de final de la Copa Argentina, donde Boca empató 1-1 con Gimnasia La Plata en Rosario (estadio Newell’s Old Boys) y avanzó por penales gracias a la destacada actuación de Leandro Brey.
El inicio fue accidentado. Recién en su quinto partido, el 6 de noviembre, Boca consiguió su primera victoria bajo su conducción: 4-1 ante Godoy Cruz en La Bombonera. El ciclo cerró el 2024 con números discretos: cinco triunfos, cuatro empates y tres derrotas. La eliminación en semifinales de la Copa Argentina frente a Vélez Sarsfield —tras remontar un 0-2 y perder 4-3 sobre el final— y el sexto puesto en la Liga Profesional dejaron al equipo sin clasificación directa a la Copa Libertadores 2025, aunque obtuvo el derecho a disputar el repechaje.
El 2025 no comenzó mejor. Con un calendario comprimido por el Torneo Apertura y la Copa Argentina, Boca debutó con un equipo alternativo y goleó 5-0 a Argentino de Monte Maíz. Sin embargo, el rendimiento en liga siguió siendo irregular, con rotaciones constantes y un juego poco convincente. Entre los momentos más tensos se destacó la derrota 2-0 ante Racing Club en el Cilindro, donde fue duramente insultado por los hinchas de su exclub, en una señal clara del creciente desgaste de su figura.
Tras clasificar a la fase previa de la Copa Libertadores 2025, quedó eliminado de la Copa en la fase 2 tras caer en definición a penales ante Alianza Lima. En abril de 2025, fue despedido de su cargo

#### Necaxa
El 12 de junio de 2025, fue oficializado como técnico de Necaxa.

## Selección nacional

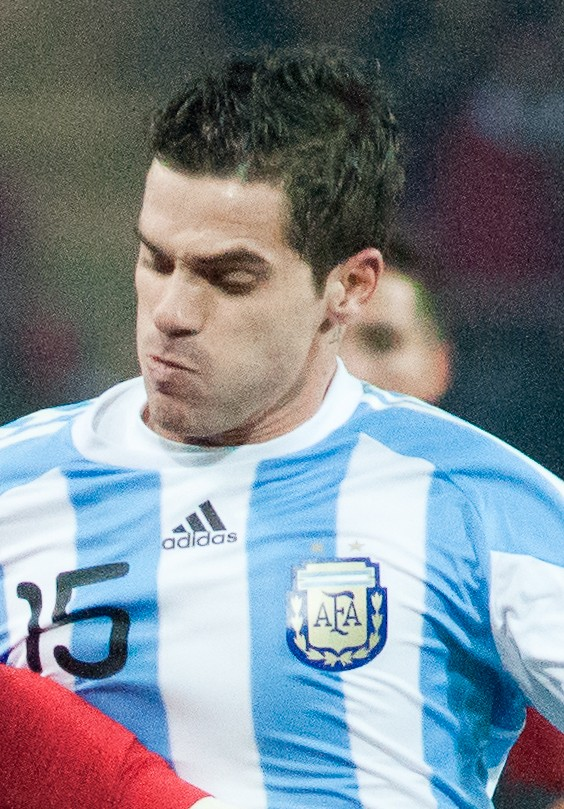
Gago con la camiseta de la en un amistoso contra Portugal, el 9 de febrero de 2011

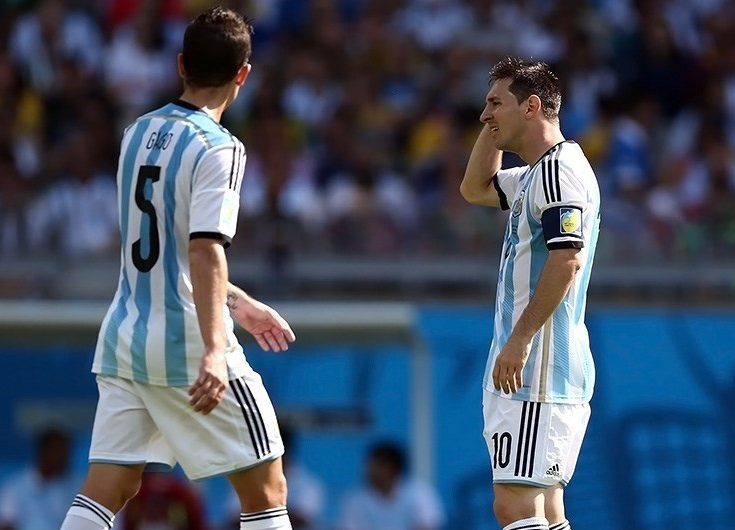
Gago jugando para durante el Mundial 2014.

Tuvo una destacada actuación con la selección sub-20 que salió campeona en el Mundial disputado en los Países Bajos en 2005. Entre sus compañeros se encontraban entre otros Oscar Ustari, Lionel Messi, Sergio Agüero y Neri Cardozo.
El 7 de febrero de 2007 debutó como titular en la selección argentina en la victoria por 1 - 0 sobre Francia en el Stade de France. En ese mismo año fue subcampeón de la Copa América 2007 disputada en Venezuela, tras perder la final ante Brasil.
En 2008 se consagró campeón en los Juegos Olímpicos Pekín 2008, actuando como titular en casi todos los encuentros disputados. Entre sus compañeros estaban Ever Banega, Javier Mascherano, Juan Román Riquelme, Oscar Ustari, Sergio Agüero, Ángel Di María y Lionel Messi.
En mayo de 2010 queda fuera de la prenómina del DT Diego Armando Maradona de 30 jugadores para participar en la máxima cita mundialista del año,el Mundial 2010 en Sudáfrica encabezando la lista de figuras ausentes, con sus compañeros Javier Zanetti y Esteban Cambiasso.
Es convocado para la Copa América 2011 disputada en Argentina. Debutó en la Copa al ingresar en el minuto 64 del empate 0-0 contra Colombia. Fue titular en la victoria (3-0) donde dio a una asistencia a gol frente Costa Rica, y en el empate (1-1) y posterior eliminación por penales (5-4) en cuartos frente Uruguay.
En las eliminatorias para el Mundial Brasil 2014, Fernando fue el tercer máximo asistente de la Selección Argentina, con 5 asistencias, solo por detrás de Lionel Messi (7 asistencias) y Gonzalo Higuaín (6 asistencias) y disputaría seis partidos en el mundial.
Al año siguiente de ser subcampeones del mundo, Argentina disputó la Copa América 2015 en Chile. En esa competición jugó un solo partido, en el que ingresó como suplente. Argentina, perdió en tanda de penales frente al país anfitrión de la copa.
En 2016 se perdería jugar la Copa América con la selección por su lesión en el tendón de Aquiles.
En 2017 Gago nuevamente sería tenido en cuenta, esta vez citado por Jorge Sampaoli, para disputar el partido ante Perú, correspondiente a la jornada 17. Ingresó en el minuto 60 por Éver Banega y cinco minutos más tarde sufriría la rotura del ligamento cruzado anterior y el ligamento lateral de la rodilla derecha.

### Participaciones en Copa del Mundo
| Mundial           | Sede   | Resultado  |
| ----------------- | ------ | ---------- |
| Copa Mundial 2014 | Brasil | Subcampeón |

### Participaciones en Copa América
| Copa América      | Sede      | Resultado        |
| ----------------- | --------- | ---------------- |
| Copa América 2007 | Venezuela | Subcampeón       |
| Copa América 2011 | Argentina | Cuartos de final |
| Copa América 2015 | Chile     | Subcampeón       |

### Participaciones en Juegos Olímpicos
| Juegos                         | Sede  | Resultado      |
| ------------------------------ | ----- | -------------- |
| Juegos Olímpicos de Pekín 2008 | Pekín | Medalla de oro |

## Estadísticas

### Como jugador

#### Clubes
- Actualizado al último partido jugado el 8 de noviembre de 2020.

| Club                            | Div.                | Temporada           | Liga  | Liga  | Liga   | Copas nacionales | Copas nacionales | Copas nacionales | Copas internacionales | Copas internacionales | Copas internacionales | Total | Total | Total  | Media goleadora |
| Club                            | Div.                | Temporada           | Part. | Goles | Asist. | Part.            | Goles            | Asist.           | Part.                 | Goles                 | Asist.                | Part. | Goles | Asist. | Media goleadora |
| ------------------------------- | ------------------- | ------------------- | ----- | ----- | ------ | ---------------- | ---------------- | ---------------- | --------------------- | --------------------- | --------------------- | ----- | ----- | ------ | --------------- |
| C. A. Boca Juniors Argentina    | 1.ª                 |                     |       |       |        |                  |                  |                  |                       |                       |                       |       |       |        |                 |
| C. A. Boca Juniors Argentina    | 1.ª                 | 2004-05             | 15    | 0     | 3      | —                | —                | —                | 1                     | 0                     | 0                     | 16    | 0     | 3      | 0               |
| C. A. Boca Juniors Argentina    | 1.ª                 | 2005-06             | 34    | 0     | 3      | —                | —                | —                | 8                     | 0                     | 1                     | 42    | 0     | 4      | 0               |
| C. A. Boca Juniors Argentina    | 1.ª                 | 2006-07             | 20    | 1     | 2      | —                | —                | —                | 3                     | 0                     | 1                     | 23    | 1     | 3      | 0.04            |
| C. A. Boca Juniors Argentina    | 1.ª                 | 2013-14             | 20    | 0     | 2      | —                | —                | —                | —                     | —                     | —                     | 20    | 0     | 2      | 0               |
| C. A. Boca Juniors Argentina    | 1.ª                 | 2014                | 10    | 1     | 2      | 1                | 0                | 0                | 6                     | 0                     | 3                     | 17    | 1     | 5      | 0.06            |
| C. A. Boca Juniors Argentina    | 1.ª                 | 2015                | 15    | 2     | 2      | 3                | 1                | 0                | 6                     | 0                     | 0                     | 24    | 3     | 2      | 0.13            |
| C. A. Boca Juniors Argentina    | 1.ª                 | 2016                | 11    | 0     | 0      | 1                | 0                | 0                | 6                     | 1                     | 0                     | 18    | 1     | 0      | 0.06            |
| C. A. Boca Juniors Argentina    | 1.ª                 | 2016-17             | 16    | 2     | 3      | —                | —                | —                | —                     | —                     | —                     | 16    | 2     | 3      | 0.13            |
| C. A. Boca Juniors Argentina    | 1.ª                 | 2017-18             | 6     | 0     | 0      | 3                | 0                | 1                | 1                     | 0                     | 0                     | 10    | 0     | 1      | 0               |
| C. A. Boca Juniors Argentina    | 1.ª                 | 2018-19             | 8     | 0     | 0      | 1                | 0                | 0                | 4                     | 0                     | 0                     | 13    | 0     | 0      | 0               |
| C. A. Boca Juniors Argentina    | Total club          | Total club          | 155   | 6     | 17     | 9                | 1                | 1                | 35                    | 1                     | 5                     | 199   | 8     | 23     | 0.04            |
| Real Madrid C. F. · España      | 1.ª                 |                     |       |       |        |                  |                  |                  |                       |                       |                       |       |       |        |                 |
| Real Madrid C. F. · España      | 1.ª                 | 2006-07             | 13    | 0     | 1      | 2                | 0                | 0                | 2                     | 0                     | 0                     | 17    | 0     | 1      | 0               |
| Real Madrid C. F. · España      | 1.ª                 | 2007-08             | 31    | 0     | 2      | 5                | 0                | 1                | 6                     | 0                     | 0                     | 42    | 0     | 3      | 0               |
| Real Madrid C. F. · España      | 1.ª                 | 2008-09             | 26    | 1     | 7      | 1                | 0                | 0                | 6                     | 0                     | 0                     | 33    | 1     | 7      | 0.03            |
| Real Madrid C. F. · España      | 1.ª                 | 2009-10             | 18    | 0     | 1      | 2                | 0                | 0                | 2                     | 0                     | 0                     | 22    | 0     | 1      | 0               |
| Real Madrid C. F. · España      | 1.ª                 | 2010-11             | 4     | 0     | 0      | 3                | 0                | 0                | —                     | —                     | —                     | 7     | 0     | 0      | 0               |
| Real Madrid C. F. · España      | Total club          | Total club          | 92    | 1     | 11     | 13               | 0                | 1                | 16                    | 0                     | 0                     | 121   | 1     | 12     | 0.01            |
| A. S. Roma · Italia             | 1.ª                 |                     |       |       |        |                  |                  |                  |                       |                       |                       |       |       |        |                 |
| A. S. Roma · Italia             | 1.ª                 | 2011-12             | 30    | 1     | 3      | 2                | 0                | 0                | —                     | —                     | —                     | 32    | 1     | 3      | 0.03            |
| A. S. Roma · Italia             | Total club          | Total club          | 30    | 1     | 3      | 2                | 0                | 0                | 0                     | 0                     | 0                     | 32    | 1     | 3      | 0.03            |
| Valencia C. F. · España         | 1.ª                 |                     |       |       |        |                  |                  |                  |                       |                       |                       |       |       |        |                 |
| Valencia C. F. · España         | 1.ª                 | 2012-13             | 13    | 0     | 0      | 1                | 0                | 0                | 4                     | 0                     | 1                     | 18    | 0     | 1      | 0               |
| Valencia C. F. · España         | Total club          | Total club          | 13    | 0     | 0      | 1                | 0                | 0                | 4                     | 0                     | 1                     | 18    | 0     | 1      | 0               |
| C. A. Vélez Sarsfield Argentina | 1.ª                 |                     |       |       |        |                  |                  |                  |                       |                       |                       |       |       |        |                 |
| C. A. Vélez Sarsfield Argentina | 1.ª                 | 2012-13             | 4     | 0     | 0      | —                | —                | —                | 4                     | 1                     | 0                     | 8     | 1     | 0      | 0.13            |
| C. A. Vélez Sarsfield Argentina | 1.ª                 | 2019-20             | 13    | 0     | 0      | —                | —                | —                | —                     | —                     | —                     | 13    | 0     | 0      | 0               |
| C. A. Vélez Sarsfield Argentina | 1.ª                 | 2020                | —     | —     | —      | 1                | 0                | 0                | 2                     | 0                     | 0                     | 3     | 0     | 0      | 0               |
| C. A. Vélez Sarsfield Argentina | Total club          | Total club          | 17    | 0     | 0      | 1                | 0                | 0                | 6                     | 1                     | 0                     | 24    | 1     | 0      | 0.04            |
| Total en su carrera             | Total en su carrera | Total en su carrera | 307   | 8     | 31     | 26               | 1                | 2                | 61                    | 2                     | 6                     | 394   | 11    | 39     | 0.03            |
| 1. 2. 3.                        |                     |                     |       |       |        |                  |                  |                  |                       |                       |                       |       |       |        |                 |

#### Selección
| Selección          | Temporada | Amistosos | Amistosos | Amistosos | Sudamérica | Sudamérica | Sudamérica | Mundial | Mundial | Mundial | Total | Total | Total  | Media goleadora |
| Selección          | Temporada | Part.     | Goles     | Asist.    | Part.      | Goles      | Asist.     | Part.   | Goles   | Asist.  | Part. | Goles | Asist. | Media goleadora |
| ------------------ | --------- | --------- | --------- | --------- | ---------- | ---------- | ---------- | ------- | ------- | ------- | ----- | ----- | ------ | --------------- |
| Olímpica Argentina | 2008      | —         | —         | —         | —          | —          | —          | 6       | 0       | 0       | 6     | 0     | 0      | 0               |
| Olímpica Argentina | Total     | 0         | 0         | 0         | 0          | 0          | 0          | 6       | 0       | 0       | 6     | 0     | 0      | 0               |
| Absoluta Argentina | 2007      | 5         | 0         | 0         | 8          | 0          | 0          | —       | —       | —       | 13    | 0     | 0      | 0               |
| Absoluta Argentina | 2008      | 4         | 0         | 0         | 3          | 0          | 1          | —       | —       | —       | 7     | 0     | 1      | 0               |
| Absoluta Argentina | 2009      | 2         | 0         | 0         | 5          | 0          | 0          | —       | —       | —       | 7     | 0     | 0      | 0               |
| Absoluta Argentina | 2010      | 1         | 0         | 0         | —          | —          | —          | —       | —       | —       | 1     | 0     | 0      | 0               |
| Absoluta Argentina | 2011      | 2         | 0         | 0         | 5          | 0          | 1          | —       | —       | —       | 7     | 0     | 1      | 0               |
| Absoluta Argentina | 2012      | 3         | 0         | 0         | 5          | 0          | 1          | —       | —       | —       | 8     | 0     | 1      | 0               |
| Absoluta Argentina | 2013      | 1         | 0         | 0         | 2          | 0          | 0          | —       | —       | —       | 3     | 0     | 0      | 0               |
| Absoluta Argentina | 2014      | 5         | 0         | 0         | —          | —          | —          | 6       | 0       | 0       | 11    | 0     | 0      | 0               |
| Absoluta Argentina | 2015      | 2         | 0         | 0         | 1          | 0          | 0          | —       | —       | —       | 3     | 0     | 0      | 0               |
| Absoluta Argentina | 2017      | —         | —         | —         | 1          | 0          | 0          | —       | —       | —       | 1     | 0     | 0      | 0               |
| Absoluta Argentina | Total     | 25        | 0         | 0         | 30         | 0          | 3          | 6       | 0       | 0       | 61    | 0     | 3      | 0               |
| Total              | Total     | 25        | 0         | 0         | 30         | 0          | 3          | 12      | 0       | 0       | 67    | 0     | 3      | 0               |
| 1. 2.              |           |           |           |           |            |            |            |         |         |         |       |       |        |                 |

### Como entrenador
| Equipo                 | Div.                | Temporada           | Liga  | Liga | Liga | Liga | Liga |       | Copa | Copa | Copa | Copa  |    | Internacional | Internacional | Internacional | Internacional | Internacional |   | Otros | Otros | Otros | Otros |    | Totales | Totales     | Totales | Totales | Totales | Totales | Totales | Totales | Totales |
| Equipo                 | Div.                | Temporada           | Part. | G    | E    | P    | Pos. | Part. | G    | E    | P    | Part. | G  | E             | P             | Pos.          | Part.         | G             | E | P     | Part. | G     | E     | P  | Puntos  | Rendimiento | GF      | GC      | Dif.    |         |         |         |         |
| ---------------------- | ------------------- | ------------------- | ----- | ---- | ---- | ---- | ---- | ----- | ---- | ---- | ---- | ----- | -- | ------------- | ------------- | ------------- | ------------- | ------------- | - | ----- | ----- | ----- | ----- | -- | ------- | ----------- | ------- | ------- | ------- | ------- | ------- | ------- | ------- |
| Aldosivi Argentina     | 1.ª                 | 2021                | 13    | 4    | 1    | 8    | Inc. | 13    | 3    | 2    | 8    | -     | -  | -             | -             | -             | -             | -             | - | -     | 26    | 7     | 3     | 16 | 24/78   | 30.77%      | 30      | 45      | -15     |         |         |         |         |
| Aldosivi Argentina     | Total               | Total               | 13    | 4    | 1    | 8    | -    | 13    | 3    | 2    | 8    | -     | -  | -             | -             | -             | -             | -             | - | -     | 26    | 7     | 3     | 16 | 24/78   | 30.77%      | 30      | 45      | -15     |         |         |         |         |
| Racing Club Argentina  | 1.ª                 | 2021                | 8     | 3    | 0    | 5    | 15.º | -     | -    | -    | -    | -     | -  | -             | -             | -             | -             | -             | - | -     | 8     | 3     | 0     | 5  | 9/24    | 37.5%       | 10      | 13      | -3      |         |         |         |         |
| Racing Club Argentina  | 1.ª                 | 2022                | 27    | 14   | 8    | 5    | 2.°  | 18    | 10   | 7    | 1    | 6     | 4  | 0             | 2             | FG            | 2             | 2             | 0 | 0     | 53    | 30    | 15    | 8  | 105/159 | 66.03%      | 87      | 45      | +42     |         |         |         |         |
| Racing Club Argentina  | 1.ª                 | 2023                | 27    | 9    | 9    | 9    | 12.º | 10    | 5    | 3    | 2    | 10    | 5  | 3             | 2             | 1/4           | 1             | 1             | 0 | 0     | 48    | 20    | 15    | 13 | 75/144  | 52.09%      | 73      | 61      | +12     |         |         |         |         |
| Racing Club Argentina  | Total               | Total               | 62    | 26   | 17   | 19   | -    | 28    | 15   | 10   | 3    | 16    | 9  | 3             | 4             | -             | 3             | 3             | 0 | 0     | 109   | 53    | 30    | 26 | 189/327 | 57.79%      | 170     | 119     | +51     |         |         |         |         |
| Guadalajara · México   | 1.ª                 | 2024-C              | 21    | 10   | 6    | 5    | 1/2  | -     | -    | -    | -    | 4     | 3  | 0             | 1             | 1/8           | -             | -             | - | -     | 25    | 13    | 6     | 6  | 45/75   | 60%         | 33      | 25      | +8      |         |         |         |         |
| Guadalajara · México   | 1.ª                 | 2024-A              | 11    | 4    | 3    | 4    | Inc. | -     | -    | -    | -    | 2     | 0  | 2             | 0             | FG            | -             | -             | - | -     | 13    | 4     | 5     | 4  | 17/39   | 43.59%      | 20      | 14      | +6      |         |         |         |         |
| Guadalajara · México   | Total               | Total               | 32    | 14   | 9    | 9    | -    | -     | -    | -    | -    | 6     | 3  | 2             | 1             | -             | -             | -             | - | -     | 38    | 17    | 11    | 10 | 62/114  | 54.39%      | 53      | 39      | +14     |         |         |         |         |
| Boca Juniors Argentina | 1.ª                 | 2024                | 10    | 5    | 3    | 2    | 6.º  | 2     | 0    | 1    | 1    | -     | -  | -             | -             | -             | -             | -             | - | -     | 12    | 5     | 4     | 3  | 19/36   | 52.78%      | 14      | 11      | +3      |         |         |         |         |
| Boca Juniors Argentina | 1.ª                 | 2025                | 15    | 10   | 2    | 3    | Inc. | 1     | 1    | 0    | 0    | 2     | 1  | 0             | 1             | 2ªF           | -             | -             | - | -     | 18    | 12    | 2     | 4  | 38/54   | 70.37%      | 30      | 12      | +18     |         |         |         |         |
| Boca Juniors Argentina | Total               | Total               | 25    | 15   | 5    | 5    | -    | 3     | 1    | 1    | 1    | 2     | 1  | 0             | 1             | -             | -             | -             | - | -     | 30    | 17    | 6     | 7  | 57/90   | 63.34%      | 44      | 23      | +21     |         |         |         |         |
| Necaxa · México        | 1.ª                 | 2025-A              | 5     | 1    | 2    | 2    | -    | -     | -    | -    | -    | 3     | 1  | 1             | 1             | FG            | -             | -             | - | -     | 8     | 2     | 3     | 3  | 9/24    | 37.5%       | 12      | 15      | -3      |         |         |         |         |
| Necaxa · México        | Total               | Total               | 5     | 1    | 2    | 2    | -    | -     | -    | -    | -    | 3     | 1  | 1             | 1             | -             | -             | -             | - | -     | 8     | 2     | 3     | 3  | 9/24    | 37.5%       | 12      | 15      | -3      |         |         |         |         |
| Total en su carrera    | Total en su carrera | Total en su carrera | 137   | 60   | 34   | 43   | -    | 44    | 19   | 13   | 12   | 27    | 14 | 6             | 7             | -             | 3             | 3             | 0 | 0     | 211   | 96    | 53    | 62 | 341/633 | 53.87%      | 309     | 241     | +68     |         |         |         |         |
| 1. 2. 3. 4.            |                     |                     |       |      |      |      |      |       |      |      |      |       |    |               |               |               |               |               |   |       |       |       |       |    |         |             |         |         |         |         |         |         |         |

#### Resumen por competencias
| Competición                      | PD  | G  | E  | P  | GF  | GC  | Dif. | Rendimiento | Mejor Resultado  |
| -------------------------------- | --- | -- | -- | -- | --- | --- | ---- | ----------- | ---------------- |
| Primera División de Argentina    | 100 | 45 | 23 | 32 | 136 | 112 | +22  | 52.67%      | Subcampeón       |
| Copa Argentina                   | 8   | 4  | 1  | 3  | 21  | 15  | +6   | 54.17%      | Semifinales      |
| Copa de la Liga Profesional      | 36  | 15 | 12 | 9  | 54  | 39  | +15  | 52.78%      | Semifinales      |
| Trofeo de Campeones de la LPF    | 2   | 2  | 0  | 0  | 5   | 3   | +2   | 100%        | Campeón          |
| Supercopa Internacional          | 1   | 1  | 0  | 0  | 2   | 1   | +1   | 100%        | Campeón          |
| Liga MX                          | 37  | 15 | 11 | 11 | 48  | 36  | +12  | 50.45%      | Semifinales      |
| Copa Libertadores                | 12  | 6  | 3  | 3  | 20  | 12  | +8   | 58.33%      | Cuartos de final |
| Copa Sudamericana                | 6   | 4  | 0  | 2  | 7   | 5   | +2   | 66.67%      | Fase de grupos   |
| Liga de Campeones de la Concacaf | 4   | 3  | 0  | 1  | 8   | 7   | +1   | 75%         | Octavos de final |
| Leagues Cup                      | 5   | 1  | 3  | 1  | 9   | 11  | -2   | 40%         | Fase de grupos   |
| Total                            | 211 | 96 | 53 | 62 | 309 | 241 | +68  | 53.87%      | 2 Títulos        |

## Palmarés

### Como jugador

#### Campeonatos nacionales
| Título              | Equipo            | País      | Año     |
| ------------------- | ----------------- | --------- | ------- |
| Primera División    | Boca Juniors      | Argentina | 2005-A  |
| Primera División    | Boca Juniors      | Argentina | 2006-C  |
| Primera División    | Real Madrid C. F. | España    | 2006-07 |
| Primera División    | Real Madrid C. F. | España    | 2007-08 |
| Supercopa de España | Real Madrid C. F. | España    | 2008    |
| Copa del Rey        | Real Madrid C. F. | España    | 2010-11 |
| Primera División    | Vélez Sarsfield   | Argentina | 2012-13 |
| Primera División    | Boca Juniors      | Argentina | 2015    |
| Copa Argentina      | Boca Juniors      | Argentina | 2014-15 |
| Primera División    | Boca Juniors      | Argentina | 2016-17 |
| Primera División    | Boca Juniors      | Argentina | 2017-18 |

#### Campeonatos internacionales
| Título                    | Equipo                     | Sede         | Año  |
| ------------------------- | -------------------------- | ------------ | ---- |
| Copa Mundial Sub-20       | Selección Argentina Sub-20 | Países Bajos | 2005 |
| Recopa Sudamericana       | Boca Juniors               | Manizales    | 2005 |
| Copa Sudamericana         | Boca Juniors               | Buenos Aires | 2005 |
| Recopa Sudamericana       | Boca Juniors               | São Paulo    | 2006 |
| Torneo Olímpico de Fútbol | Selección Argentina Sub-23 | Pekín        | 2008 |

#### Distinciones individuales
| Distinción                                                           | Año  |
| -------------------------------------------------------------------- | ---- |
| Parte del Equipo Ideal de América                                    | 2005 |
| Parte del Equipo Ideal de América                                    | 2006 |
| Tercer mejor futbolista del año en Sudamérica                        | 2006 |
| Premio Jorge Newbery de Oro                                          | 2006 |
| Premio Alumni de Oro                                                 | 2013 |
| Parte del Equipo Ideal de la Copa Sudamericana                       | 2014 |
| XI ideal de la fase de grupos de la Copa Libertadores medio Goal.com | 2016 |

### Como entrenador

#### Campeonatos nacionales
| Título                  | Equipo      | País      | Año  |
| ----------------------- | ----------- | --------- | ---- |
| Trofeo de Campeones     | Racing Club | Argentina | 2022 |
| Supercopa Internacional | Racing Club | Argentina | 2022 |